# Філіпстадит
Філіпстадит — дуже рідкісний мінерал групи шпінелі, формула якого (Mn,Mg)(Sb5+0.5Fe3+0.5)O4. Він має ізометричну сингонію, хоча раніше вважалося, що він є орторомбічним. У порівнянні з типовою шпінеллю, як октаедричні, у структурі філіпстадиту октаедричні та тетраедричні позиції розділені внаслідок впорядкування катіонів. Філіпстадит хімічно близький до меланостибіту. Мінерал походить з Лонгбана, Швеція, родовища манганових скарнів, відомого численними рідкісними мінералами.

## Прояви та асоціації
У метаморфізованих родовищах залізо-манганових руд лонгбанського типу філіпстадит асоціює з самородним стибієм, кальцитом, самородною міддю, форстеритом, гаусманнітом, гедифаном, інгерсонітом, якобситом, флогопітом та свабітом.